# CD-RW
CD-RW (англ. Compact Disc-ReWritable, Перезаписываемый компакт-диск) — разновидность компакт-диска (CD), разработанная в 1997 году для многократной записи информации. Этот формат был представлен в 1997 году и в процессе разработки назывался CD-Erasable (CD-E, Стираемый Компакт-Диск).

## Физические принципы работы

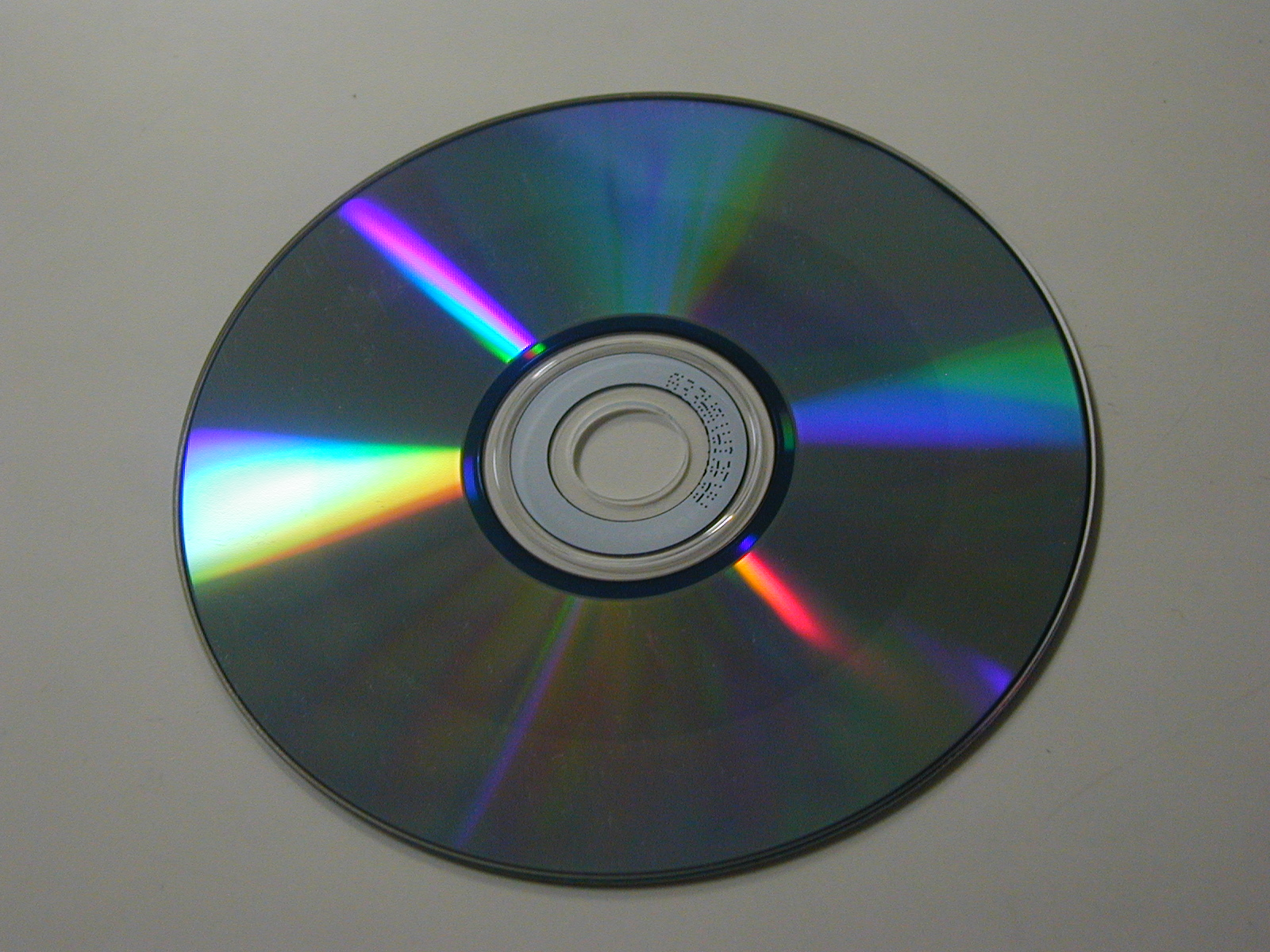
CD-RW

CD-RW во многом похож на CD-R, но его записывающий слой изготавливается из специального сплава халькогенидов (как правило, AgInSbTe - серебро-индий-сурьма-теллур), который при нагреве выше температуры плавления переходит из кристаллического агрегатного состояния в аморфное.
Фазовые переходы между различными состояниями вещества всегда сопровождаются изменением физических параметров среды. Как правило, твёрдые тела в окружающей нас природе являются кристаллическими. В этом отношении аморфные тела — редкость, так как стеклообразное (аморфное) состояние реализуется только при затвердевании переохлаждённого расплава. От других аморфных состояний стекла отличаются тем, что процессы перехода расплав — стекло и стекло-расплав обратимы. Эта их особенность чрезвычайно важна для создания реверсивных носителей оптической записи, то есть обеспечивающих многократную перезапись. Основным условием образования стекловидных состояний, в том числе металлов, является охлаждение, настолько быстрое, что атомы не успевают занять отведённые им места в кристаллических ячейках и «замирают» как попало, когда тепловая релаксация атомов сопоставима или становится меньше межатомных расстояний.
При толщине активного слоя оптического диска в 0,1 мкм создать условия для сверхбыстрого охлаждения не трудно. Полный цикл: запись — многократное воспроизведение — стирание — новая запись выглядит следующим образом. Рабочий слой оптического диска, находящийся в кристаллическом состоянии и подогретый лазером, переходит в расплав. За счёт быстрой диффузии тепла в подложку расплав быстро охлаждается и переходит в аморфное состояние. Кристаллическому и стеклообразному состояниям присущи разные диэлектрическая проницаемость, коэффициент отражения, а следовательно, и интенсивность отражённого света, которая и несёт информацию о записи на диске. Считывание производится при пониженной интенсивности излучения лазера, не влияющей на фазовые переходы. Для новой записи необходимо вернуть рабочий слой в исходное кристаллическое состояние. Для этого используется средняя интенсивность лазера: лазер подогревает сплав примерно до 200°С, позволяя ему перейти в кристаллическое состояние.
Многократная перезапись может приводить к механической усталости рабочего слоя и, как следствие, его разрушению, поэтому применяются вещества с низким коэффициентом накопления усталости. Современные CD-RW диски позволяют перезаписывать информацию около 1000 раз.

## Спецификации

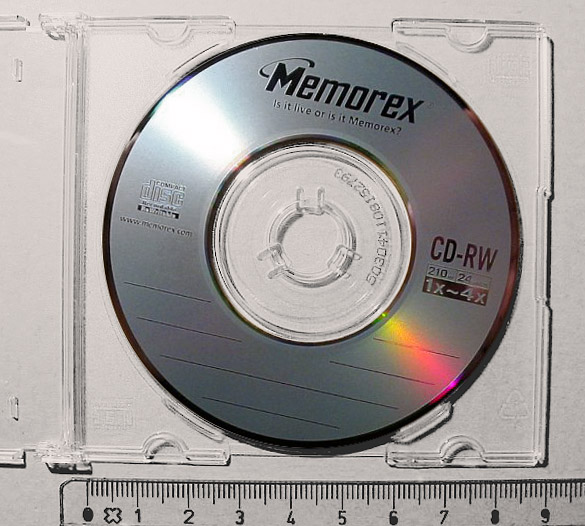
CD-RW формата mini-CD

В отличие от CD-R, данный диск помимо максимальной скорости записи имеет также минимальную, диктуемую фазовыми переходами.
| Название в спецификации | Перевод           | Скорость |
| ----------------------- | ----------------- | -------- |
| Original, "slow"        | Обычная медленная | x1-4     |
| High Speed              | Быстрая           | x4-12    |
| Ultra Speed             | Сверхбыстрая      | x12-24   |
| Ultra Speed+            | Сверхбыстрая+     | x32      |

CD-RW диски не удовлетворяют требованиям, описанным в стандартах «Red Book» (CD-ROM) и «Orange Book Part II» (CD-R), в отношении коэффициента отражения. Поэтому такие диски не читаются в старых приводах компакт-дисков, выпущенных до 1997 года. CD-R считается более подходящим стандартом носителей для резервного копирования, так как записанная на них информация уже не может быть изменена и производители указывают большее время хранения данных для дисков CD-R, чем для CD-RW.
Существует два вида стирания — «полное» и «быстрое». При «полном» стирании весь диск переводится в кристаллическое состояние и старая информация уничтожается физически. А «быстрое» стирание очищает область метаданных (англ. Lead-in — зона, где хранится информация о содержании диска). Однако при этом существует техническая возможность восстановить данные.